# In Like Flynn (film)
In Like Flynn (titlu original: In Like Flynn) este un film australian biografic din 2018 regizat de Russell Mulcahy, despre prima parte a vieții actorului Errol Flynn. Rolurile principale au fost interpretate de actorii Thomas Cocquerel, Corey Large și William Moseley.

## Prezentare
Intriga urmărește prima parte a vieții lui Errol Flynn înainte de a ajunge un actor faimos între anii 1930 și 1950. Înainte de deveni vedetă, Flynn a fost un australian aventuros: la vârsta de 20 de ani s-a mutat în Noua Guinee unde a cumpărat o plantație de tutun, o afacere care a dat greș...
După ce a luat o hartă de la un căutător de aur mort, Errol Flynn crede că aceasta îl va duce la aurul din Papua Noua Guinee și convinge trei bărbați să-l însoțească într-o călătorie pe coasta de est a Australiei. Ei pleacă din Sydney pe iahtul Sirocco, pe care Flynn l-a furaat de la traficanții chinezi de opiu. În timpul călătoriei lor, Flynn și echipajul său se confruntă cu o serie de provocări, inclusiv cu echipajul chinez care încearcă să-i intercepteze, disperat să recupereze iahtul și opiumul pe care l-au ascuns la bord.

## Distribuție
- Thomas Cocquerel - Errol Flynn
- Corey Large - Rex
- William Moseley - Dook Adams
- Clive Standen - Charlie
- Callan Mulvey - Johnson
- David Wenham - Christian Travers
- David Hennessey - Rudolph
- Isabel Lucas - Rose
- Nathalie Kelley - Zaca
- Grace Huang - Achun
- Costas Mandylor - Vassilis
- Vanessa Moltzen - Nurse
- Lochlyn Munro - Ronald
- Dan Fogler - Joel Schwartz
- Nathan Jones - The Mountain
- Andy McPhee - Bar Keep
- Melanie Zanetti - Frank's Girl

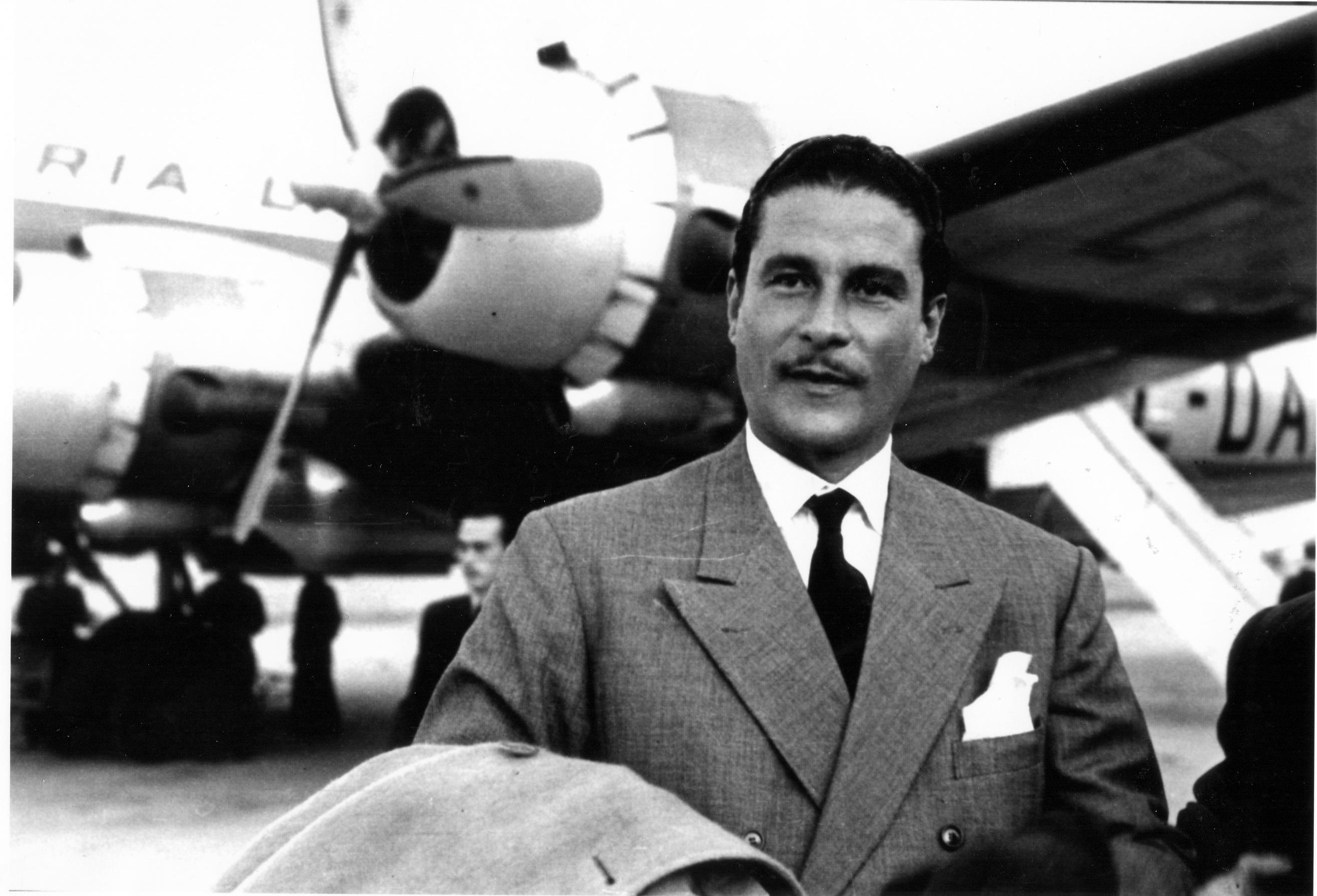
Errol Flynn în 1954

- Ashlee Lollback - Olivia de Havilland
- Jon Quested - Bar Patron
- Alexandra MacDonald - Flapper
- Raoul Craemer - Michael Curtiz

## Filmări
Filmările au început la Gold Coast în Queensland în mai 2017. Filmări suplimentare au avut loc la Mount Tamborine, Queensland. William Moseley s-a alăturat distribuției în noiembrie 2016, jucând personajul Dook Adams. În iunie 2017, Isabel Lucas s-a alăturat distribuției, jucând rolul lui Rose. În iulie 2017, Corey Large și Thomas Cocquerel s-au alăturat distribuției.

## Lansare
Filmul a fost lansat în cinematografele australiene la 11 octombrie 2018. A fost lansat ulterior în întreaga lume la 25 ianuarie 2019.

## Primire
Pe Rotten Tomatoes filmul are un rating de aprobare de 48% pe baza recenziilor a 21 de critici.